# Lausche
Lausche (în cehă Luž) este cel mai înalt vârf al Munților Luzațieni și cel mai înalt munte din partea germană a regiunii Silezia Luzaciană. Are înălțimea de 792,6 metri și o formă conică. Acest munte face parte din grupa munților Zittau, fiind situat la granița landului german Saxonia cu regiunea Boemia a Republicii Cehe.